# Buellia excelsa
Buellia excelsa är en lavart som först beskrevs av Leight., och fick sitt nu gällande namn av A. L. Sm. Buellia excelsa ingår i släktet Buellia och familjen Physciaceae.   Inga underarter finns listade i Catalogue of Life.